# Pedro Alexandre
Pedro Alexandre es un municipio brasileño del estado de Bahía. Se localiza a una latitud de 10°00′49″ sur, y a una longitud de 37°53′39″ oeste, a una altitud de 356 m s. n. m. (metros sobre el nivel del mar). Su población estimada en 2004 era de 18 057 habitantes.
Posee un área de 1146,32 km² (kilómetros cuadrados). 
El municipio obtuvo este nombre en homenaje a uno de sus principales personajes: Pedro Alexandre Órfão, quien implantó la cultura del algodón.

## Hidrografía
El municipio es cortado por arroyos, que presentan naciente al pie de la sierra, y desembocan en ríos como el vasa-barris.